# Setge de Salses (1639)
El setge de Salses de 1639 fou una de les batalles de la Guerra dels Trenta Anys

## Antecedents
El 1637, durant la Guerra dels Trenta Anys, Gaspar de Guzmán y Pimentel, el comte-duc d'Olivares llançà una ofensiva a les Corberes, contra Leucata que resultà un fracàs i el 1639 els francesos respongueren atacant el Rosselló prenent Òpol, Ribesaltes i tota la Salanca. L'exèrcit francès estava format per 17 regiments d'infanteria (Languedoc, Montpeiroux, Normandie, Tonneins, Espenan, Serignan, Cabrères, Polignac, Poitou, Nangis, Guyenne, Béarn, Rocquelaure, Saint Aunetz, Lecques, Enghien i O'Reilly irlandès) i 3.000 tropes de cavalleria (Els regiments de cavalleria de Mérinville, Boissac, Roquelaure, Bussy de Vaires i probablement Enghien i les companyies de gendarmes del Príncep Condé, del Comte de Carces i chevaux-légers d'Enghien).

## El setge
Un exèrcit francès 16.000 homes, conduït per Charles de Schomberg, duc d'Halluin i el príncep de Condé inicià el setge a principis de juny i l'11 de juliol van arribar a la frontera 2.500 catalans per unir-se als 8.000 castellans, flamencs i italians que havien de socórrer la fortalesa, i uns altres 5.000 per atendre la frontera, però en no poder fer front a un exèrcit que els superava tant en nombre, no van atacar.
La guarnició de 600 homes, va resistir quaranta dies i quan va capitular finalment el 19 de juliol 1639, després de dues mines que feren esclatar els francesos. Amb la darrera mina, els francesos es llençaren a l'atac per la bretxa (defensada per unes poques tropes catalanes), irrompiren al pati i conqueriren gairebé tota la fortalesa excepte la ciutadella on s'havia refugiat la guarnició espanyola. Abans l'exèrcit de Lluís XIII de França ja havia conquerit alguns bastions exteriors de la fortalesa
Finalment davant l'amenaça de la bateria que els francesos muntren al pati, els espanyols es rendiren. Els francesos capturaren la plaça i els 25 canons de què disposava.

## Conseqüències
Després de la caiguda de Salses en mans franceses s'ordenà la mobilització catalana, amb un rebuig total, i Olivares va manar que es prescindís de les Constitucions catalanes. La Diputació del General, el Consell de Cent i altres institucions mantingueren una tropa equipada i sostinguda d'uns 12.000 catalans durant el 1639: Tercios de la Diputació, Ciutat de Barcelona, Duc de Cardona, Marquès d'Aytona, 1r Provincial (Mestre de Camp Lluís de Peguera), 2n Provincial (Mestre de Camp Josep de Rocabertí), 3r Provincial (Mestre de Camp Gabriel de Llupià), 4t Provincial (Mestre de Camp Ramón Xammar) i 5e provincial (Mestre de Camp Agustí de Guilla), amb les companyies de cavalleria de Bernard Oms, Melcior Gallart, Alfons Gastany, Joan de Pelaynich i Lluís Sitjà. Finalment es va aconseguir la reconquesta del castell de Salses i la resta del Rosselló a principis del 1640, cosa que fa pensar que en realitat hi foren destinats més de 20.000 homes. Els rossellonesos alçaren el sometent per tal d'ajudar les tropes reials. Molts hi moriren a causa, principalment, de malalties com la pesta